# Garrett TFE731
O Garrett TFE731 (agora  Honeywell TFE731) é uma família de motores aeronáuticos turbofan comumente utilizados em aeronaves executivas. A Garrett AiResearch originalmente projetou e construiu o motor, que devido à fusões foi posteriormente produzido pela AlliedSignal e agora pela Honeywell Aerospace.
Desde a introdução do motor em 1972, mais de 11.000 motores foram construídos, voando mais de 100 milhões de horas de voo.

## Desenvolvimento

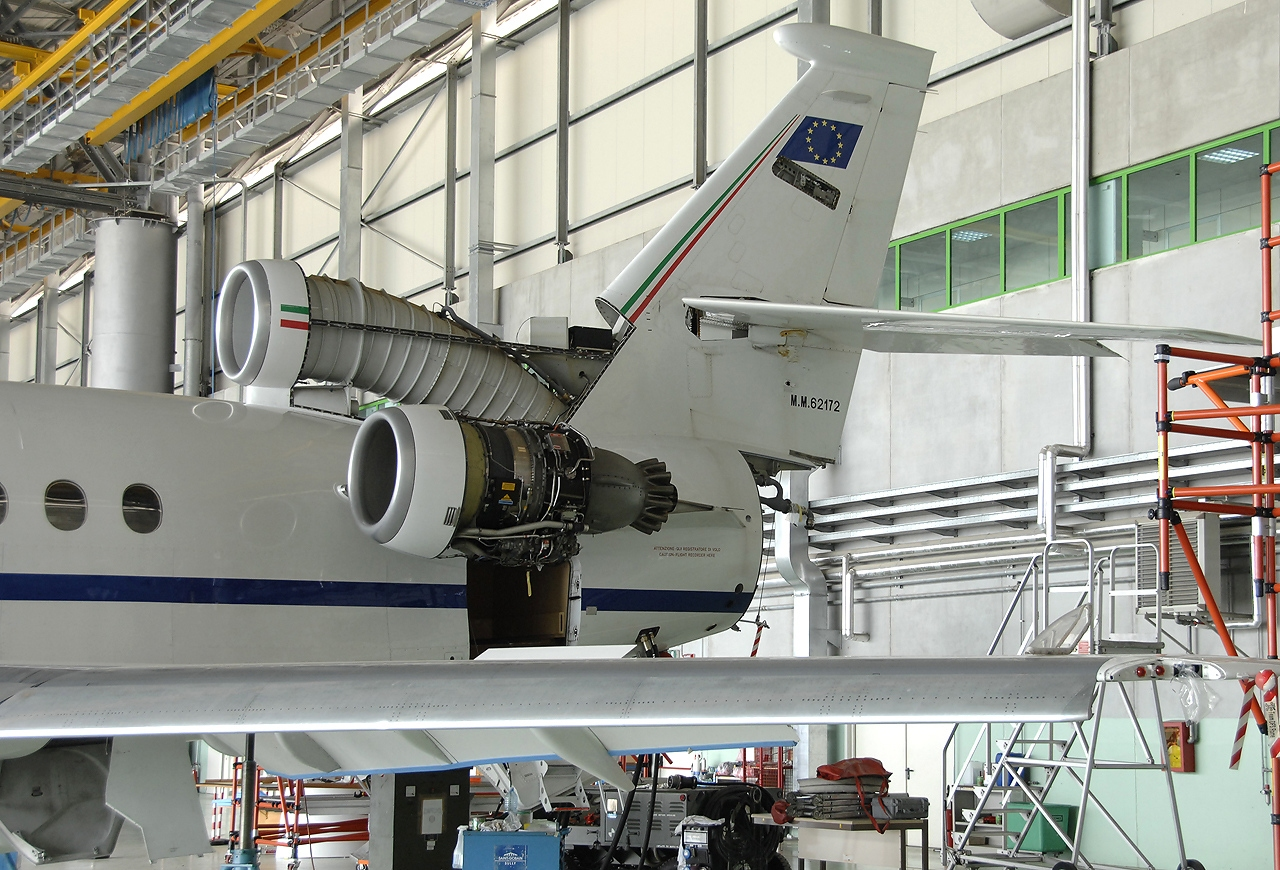
Um Honeywell TFE731 e o tubo em S de um Dassault Falcon 900EX expostos durante manutenção

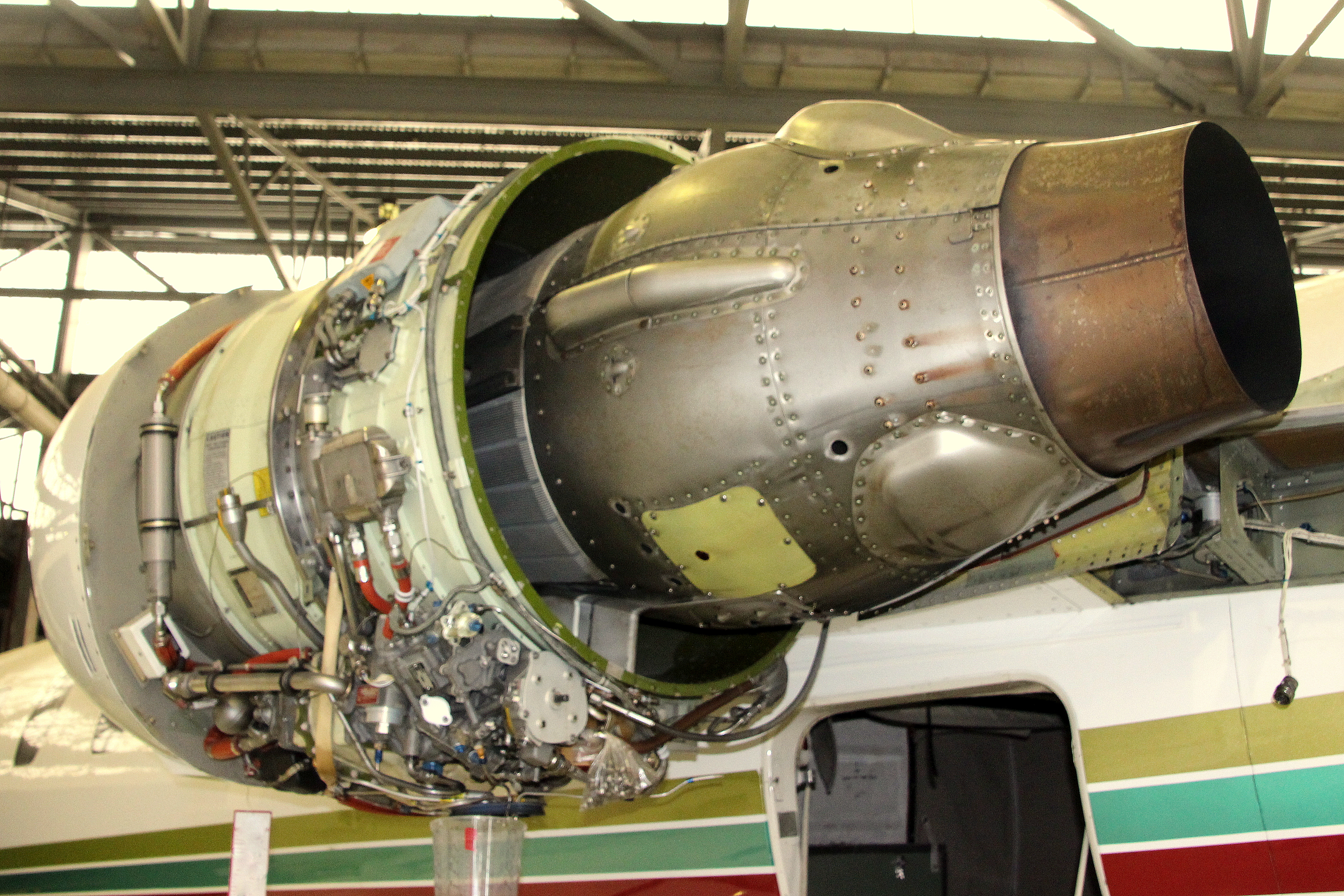
Um TFE731-4R em manutenção com as capas e reversor removidos

O TFE731 foi baseado no núcleo do TSCP700, que havia sido especificamente projetado para uso como auxiliary power unit (APU) do McDonnell Douglas DC-10. O projeto incorporou dois fatores importantes: baixo consumo de combustível e baixos níveis de ruído, cumprindo então com os recém-estabelecidos regulamentos de abatimento de ruído nos Estados Unidos.
O primeiro teste do TFE731 ocorreu em 1970 na fábrica da Garrett em Torrance (Califórnia). O primeiro modelo de produção, TFE731-2, começou a ser entregue em agosto de 1972, sendo utilizado nas aeronaves Learjet 35/36 e Dassault Falcon 10, que entraram em produção no ano de 1973.
O TFE731-3 foi desenvolvido para uso no programa de remotorização do Lockheed JetStar, e as versões subsequentes foram utilizadas em vários modelos de aeronaves, incluindo o Learjet 55.
Em 1975, o TFE731 foi nomeado "Produto Aeronáutico do Ano" pela Ziff Davis.
O modelo -5 foi certificado em 1982 e uma década depois, um motor utilizando o núcleo do TFE731-5 e o fan do TFE731-3, sendo então designado TFE731-4, que iria motorizar o Cessna Citation VII.
A versão mais recente é o TFE731-50, baseado no -60 utilizado no Falcon 900DX, que passou pelo programa de testes em voo em 2005. A Honeywell desenvolveu este motor completo com uma nacele como candidato para retrofit (remotorização) de várias aeronaves equipadas com motores mais antigos.

## Design
The TFE731-60 has an inlet diameter of 0.787 m.  The fan consists of 22 fan blades, 52 exit-guide vanes, and ten struts, and is driven by a gearbox. The five-stage compressor has four axial (LP) stages and one radial or centrifugal (HP) stage.

## Variantes
TFE731-2
TFE731-3
TFE731-4
TFE731-5
TFE731-20
TFE731-40
TFE731-50
TFE731-60
TFE731-1100

## Aplicações
- Aero L-139 (apenas em protótipo)
- AIDC AT-3
- Boeing Skyfox
- British Aerospace BAe 125 Série 700
- CASA C-101
- Cessna Citation III/VI/VII
- Dassault Falcon 10
- Dassault Falcon 20 (retrofit)
- Dassault Falcon 50
- Dassault Falcon 900
- FMA IA 63 Pampa
- Gulfstream G100/G150/C-38 Courier (anteriormente IAI 1125 Astra SPX)
- Hawker 800/850XP/900XP
- Hongdu JL-8
- IAI Westwind
- Learjet 31
- Learjet 35/C-21
- Learjet 40
- Learjet 45
- Learjet 55
- Learjet 70
- Lockheed JetStar/Jetstar II
- North American Sabreliner (modelo NA-465)
- Textron AirLand Scorpion
- Yakovlev Yak-40MS da SibNIA (melhoria experimental)

## Especificações
Fonte: FAA
- Características gerais:
  - Tipo: Turbofan
  - Comprimento: 49,7 in (126 cm)[7]
  - Diâmetro: 39,4 in (100 cm)[7]
  - Peso: 743–899 lb (337–408 kg)
- Componentes:
  - Compressor: Fan de 1 estágio, gearbox de 1,8:1, 4 estágios de compressores axiais de baixa pressão e 1 estágio de compressor centrífugo de alta pressão
  - Combustor: Anular
  - Turbina: 1 estágio de turbina de alta pressão (N2 max. 29,692-30,540 RPM) e 3 estágios de turbina de baixa pressão (N1 max. 20,688-21,000 RPM)
- Desempenho:
  - Empuxo: 3.500–4.750 lbf (15,6–21,1 kN)
  - Taxa de compressão: 13:1[7]
  - Razão de diluição: 2,8:1
  - Consumo de combustível: 875 lb/h (397 kg/h)[7]
  - Consumo específico: 0,469–0,517 lb/lbf/h (0,0133–0,0146 kg/kN/s)
  - Taxa empuxo-peso: 4,7-5,3